# 갓센바역
갓센바역(일본어: 合戦場駅)은 일본 도치기현 도치기시에 있는 도부 철도 닛코 선의 역이다. 역 번호는 TN 13이다.

## 역 구조
상대식 승강장 2면 2선의 지상역이다. 2007년 5월에 들어선 역사는 아사쿠사 방향 승강장 쪽에 있고, 도부 닛코 방면 승강장은 과선교로 연결된다. 도부 닛코 방면 승강장 쪽에도 출입구(니시구치)가 존재하지만 역사는 없다. 역무원의 배치역에서 승차권은 역전의 자전거 보관소에서 판매하고 있다(간이 위탁역). 역사는 관리역에서 직원을 파견하여 승차권을 임시로 발매할 수 있다. 승차 시에는 역사에 있는 승차역 증명증 발급기에서 승차역 증명서를 발권하고 하차역의 유인 개찰에서 지불이 된다. 또한, IC 승차권(PASMO・Suica 수도권 지역)의 이용 지역 내이며 역사 내에 IC승차권용 간이 개찰기가 설치되어 있다. 다시 인터폰을 사용하려면 관리역과 연락을 취할 수 있다.

### 승강장
| 번호 | 노선    | 방향 | 행선                                                                                      |
| ---- | ------- | ---- | ----------------------------------------------------------------------------------------- |
| 1    | 닛코 선 | 상행 | 신토치기・도부 도부쓰코엔・ 도부 스카이트리 라인 기타센주・도쿄 스카이트리・아사쿠사 방면 |
| 2    | 닛코 선 | 하행 | 시모이마이치・도부 닛코・ 기누가와 선 기누가와온센 방면                                   |

## 역 주변

### 히가시구치
- 갓센바 우체국
- 도치기 시립 갓센바 초등학교
- 도부 우쓰노미야 선 야슈히라카와역 - 약 1.6km(도보로 약 20분).

### 니시구치
- 도치기 현의 남부 자동차학교
- 그린 테니스 클럽

## 역사
- 1929년 4월 1일: 영업 개시.
- 1943년 1월 19일: 불요불급선으로서, 당역 ~ 도부 철도 닛코 선 구간 단선화.
- 1973년
  - 7월 20일: 당역 ~ 신카누마 구간을 다시 복선화하여 닛코 선 전 노선이 복선이 됨.
  - 9월 1일: 역 무인화(간이 위탁 개시).
- 2006년 3월 18일: 승강장을 남쪽으로 연장하여 유효 길이를 4량 편성 대응에서 6량 편성 대응으로 됨.[1]
- 2007년 5월: 신역사 공용 개시로 개통 이후에 설치된 목조 역사는 해체됨.
- 2012년 3월 17일: TN 13의 역 번호 도입.

## 사진

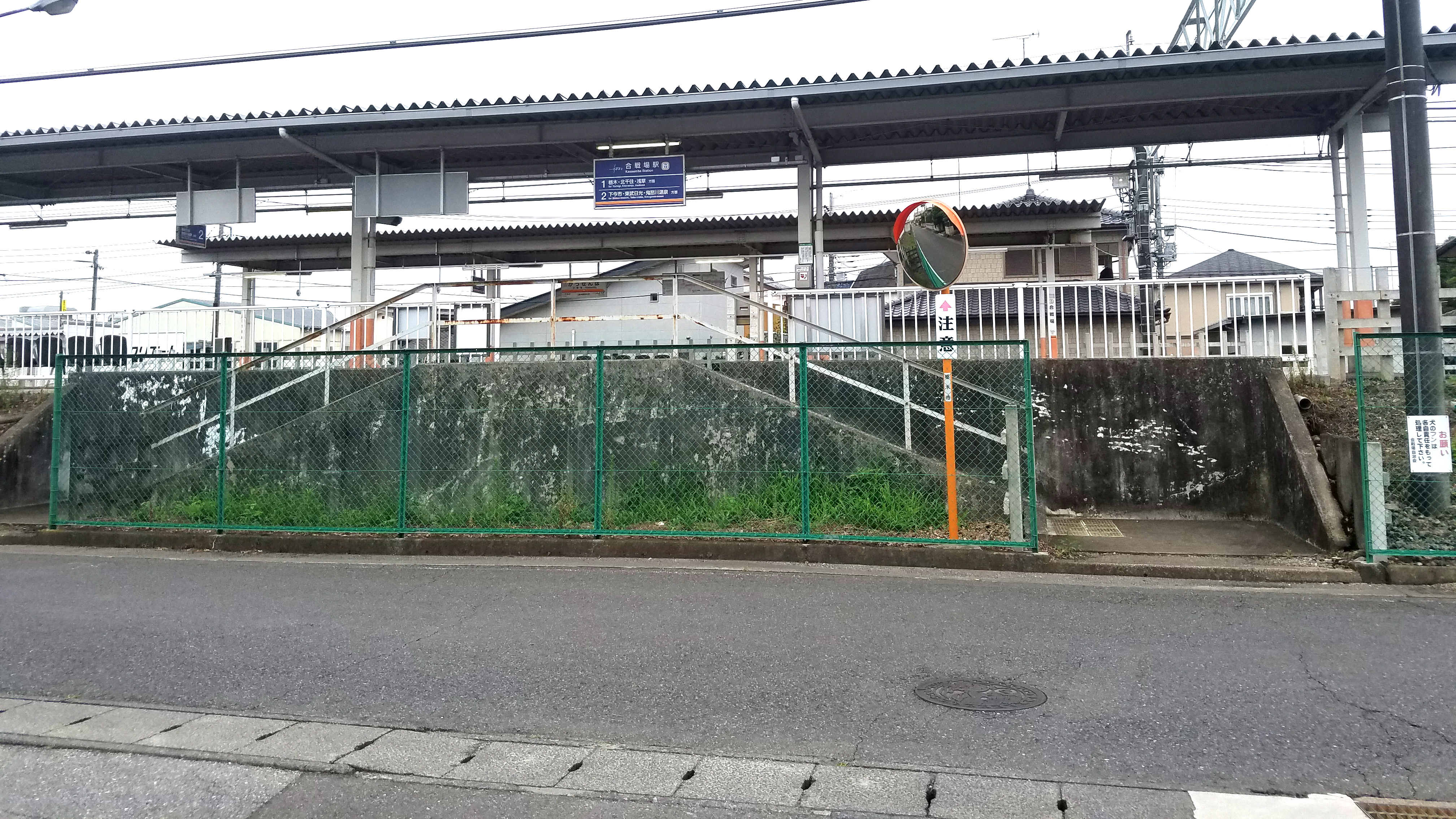
서쪽 출입구(2021년 8월)
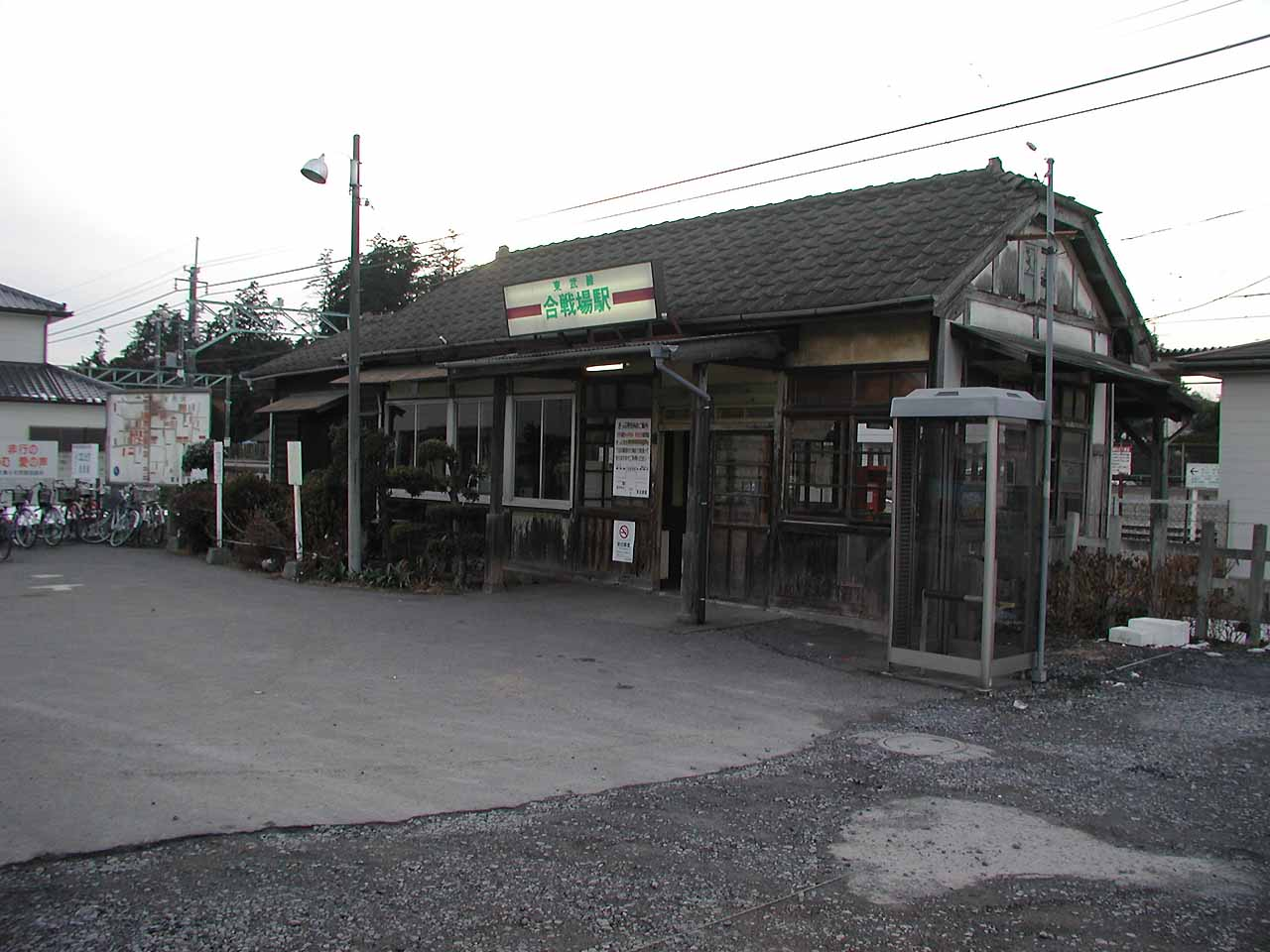
구 역사(2001년 1월)

## 인접역
| 도부 철도 닛코 선                   | 도부 철도 닛코 선  | 도부 철도 닛코 선             |
| ----------------------------------- | ------------------ | ----------------------------- |
| TN 12 신토치기 도부 도부쓰코엔 방면 | ■ 구간 급행 ■ 보통 | 이에나카 TN 14 도부 닛코 방면 |